# 香港同性婚姻

吳翰林與李亦豪為同性戀人及虔誠天主教徒，2017年在英國註冊結婚，後於香港補辦婚禮，是首對在香港天主教教堂舉辦婚禮的同性伴侶。吳自小便因其性傾向飽受歧視，長大後更因其同性婚姻而被所屬教會遺棄。他曾狀告香港房屋委員會，爭取同志平權，2020年案件尚在審理期間他不敵抑鬱症自殺身亡，終年33歲。

目前，香港尚未承認同性婚姻或民事結合，反性傾向歧視條例亦尚未立法。
2023年的民意調查顯示，香港不反對同性戀婚姻的比率為83%，當中60%受訪者支持同性婚姻，表示持中立態度的有23%，不支持的有17%，另外，支持反歧視立法的人亦逾7成。
在2023年9月5日，香港終審法院就岑子杰訴律政司司長案作出判決，宣告香港政府並未履行其積極義務，確立替代框架讓同性伴侶關係獲得法律承認，是違反《香港人權法案》第十四條。
2025年7月，政府建議立法承認在海外登記的同性婚姻或民事結合關係。

## 立法進展及權益修訂

### 2000年代

#### 英駐港總領事館不登記同性婚姻及「民事結合」
2006年，英國公民何念祖（Nigel Huckstep）與其同性伴侶甄建華，為解決日後住院探視權、遺產繼承權等問題，計劃在英國駐香港總領事館登記「民事結合」，但香港特別行政區政府不同意英國駐香港總領事館辦理登記。當時香港特別行政區政府因舉行性傾向歧視條例的公眾諮詢，為防公眾認為政府有立場取向，因此不同意英國駐香港總領事館讓同性戀者登記民事結合。

#### 《家庭暴力條例》
2008年5月14日，港府向立法會提出，將就《家庭暴力條例》提出修訂，把「同性同居者」納入條例涵蓋範圍，但強調只針對家庭暴力的個別及獨特情况而提出，重申港府政策並不承認同性婚姻。不過，修例仍然引起信奉基督教、民主黨的黃成智不滿，認為此舉等同默認同性婚姻，並向民主黨申請自由投票，以此反對此修訂案。此舉引來其他同樣擁有宗教背景的議員效仿。
有宗教團體反對相關修訂，要求家庭暴力條例不要涵蓋同性同居者，而中國基督教播道會恩福堂牧師蘇穎智在立法會中指出，同性同居屬「社會歪風」，為社會帶來更多「養鴨一族」，令很多大學畢業生「成為性奴」及「帶來更多AIDS同HIV受害者」。女同盟會幹事楊煒煒直斥反對修例的團體冷血。蘇穎智呼籲教友與市民於立法會討論家庭暴力條例時「包圍立法會」。立法會《家庭暴力條例》公聽會在2009年1月10日舉行 ，一批市民響應蘇穎智的呼籲，到立法會示威區範圍內請願，並向支持把同性同居者納入家庭暴力條例的社民連黃毓民議員喝倒采，但沒有包圍立法會。2009年2月15日，一批示威者到恩褔堂抗議蘇穎智的言論令人反感。
2009年12月16日，立法會三讀通過《2009家庭暴力（修訂）條例草案》，2010年1月1日正式生效，將同性同居者及前同性同居者納入《家庭暴力條例》的保障範圍，讓同居關係一方，不論同性或異性，均可向法院申請強制令，免受另一方的騷擾。在宗教團體的反對下，最終條例更名為《家庭及同居關係暴力條例》，把同居关系和家庭作出區分。

#### 外籍在港工作人士同性伴侣签证延期待遇
2011年7月10日《南华早报》报道，香港入境处为外籍在港工作人士的同性伴侣提供入境签证延期的家属待遇，前提是配偶一方为在港工作的人士，但获得这种伴侣签证的延期许可並不意味着能在香港享受婚姻配偶的法律权利。

### 2010年代

#### QT案：同性伴侶受養人簽證
2011年起一名英籍女同性戀者QT與伴侶SS在英國透過民事結合註冊成為同性伴侶，其後SS來港工作，QT分別於2011年和2014年向入境處申請受養人簽證留港，但兩度遭拒絕。2014年10月，QT提出向香港高等法院提出司法覆核，在2016年10月被判敗訴，其後QT提出上訴。2017年9月25日, 高等法院上訴法庭推翻原訟法庭的裁決，3名法官一致裁定QT勝訴兼得訟費，指入境處做法構成性傾向歧視，因同性伴侶永遠無法符合一夫一妻要求，政策對同性伴侶極不利。又指受養人簽證僅賦予申請人留港特權，不等同承認該種婚姻。例如，曾有一夫多妻關係的伴侶獲批讓其中一名妻子以受養人身份留港，但不代表香港承認一夫多妻制。法庭下令QT和入境處在28天內草擬相關的法令，交由法庭審批。 2018年7月4日終審法院確認該判決，裁定QT勝訴及同性伴侶可持配偶簽證，享香港居留權和工作權。

#### 香港同性伴侶與英國《2014年領事婚姻及外國法律婚姻令》
香港法律不承認在香港境內外登記的同性婚姻或民事結合。由於不少在香港居住的永久性居民擁有英國國民（海外）的英國國籍，因此受惠於英國《2014年領事婚姻及外國法律婚姻令》，只要伴侶其中一方是英國國民（海外），並符合其他條件，可在英國駐24國使館登記婚姻。
在英國駐外館處登記婚姻，需時約3個月，而且必須親身在英國指定駐外館處登記。婚姻其中一方必須出示有效英國國民（海外）護照，亦須出示居留使館轄區最少7天的證明（例如聘書或銀行結單），方可登記婚姻。
英國國民（海外）可在英國駐下述國家使館登記婚姻：
- 亞洲： 中国（廣州、上海、北京、重慶）、 日本、 越南、 菲律賓、 柬埔寨、 、 蒙古国
- 大洋洲：
- 歐洲： 爱沙尼亚、 匈牙利、 科索沃、 拉脫維亞、 立陶宛、 蒙特內哥羅、 俄羅斯、 圣马力诺、 塞爾維亞
- 南美洲：、 智利、 阿根廷、 、 哥伦比亚、 、 秘魯、 尼加拉瓜

#### 入境處為駐港領館人員及其配偶推出便利措施
2016年6月入境事務處為了促進國際社會與香港特別行政區之間的和諧關係，推出了新措施以便利各國派駐香港特別行政區的領館人員（駐港領館人員）持外交護照、公務護照或官員護照的同性婚姻配偶或民事結合伴侶來港逗留。

#### 公務員海外注冊後同性配偶可享已婚福利
2017年4月，香港高等法院裁定公務員事務局需向在海外結婚的同性配偶提供与本地異性配偶相等的福利。上訴庭於2018年6月推翻該決定，裁定保護傳統婚姻是區別對待的正當理由。當事人向終審法院提出上訴。最終於2019年6月6日宣判時確認，港府一方「未能證明有充分理據支持異性夫婦及同性已婚伴侶在公務員配偶福利及合併評稅資格方面存在的差別對待」，裁定上訴得直，公務員同性配偶可享已婚福利、合併報稅。。

### 2019年－

#### 吳翰林居屋案及遺產案
同性戀人吳翰林與李亦豪2017年在英國結婚，婚後他們高調公開，希望告訴世人「同志與天主教徒身份可以共存」，不過卻換來了吳被逐出教區聖召委員會的結果。二人婚後在港申請公屋，被房委會指不符合一夫一妻的「夫婦」定義而拒絕其申請，為保障李亦豪作為其配偶的權益，吳翰林於2019年就香港房屋委員會的歧視政策和無遺囑者的遺產繼承法例提出司法覆核，是為「居屋案」與「遺產案」。高等法院在2020年3月裁定房委會違憲，構成性傾向歧視。不過到同年4月3日，房委會就判決向上訴庭提出上訴。到2023年10月17日，高等法院上訴庭駁回房委會上訴，維持原審判決。居屋案的申請人原為吳翰林，他於2020年受抑鬱困擾自殺離世，由丈夫李亦豪繼續處理申請。李透過律師表示，對今次判決表示感激，但遺憾無法與吳翰林一同見證。他又指案件已拉鋸 4 年，「衷心希望房委會經過深思熟慮後，不會上訴，讓事件早日止息，亦終於可以讓吳翰林得到安息。」不過房委會最終仍然選擇了上訴。
2020年9月，香港高等法院裁定同性伴侶在繼承法下應獲得平等對待。該案挑戰了香港的繼承和無遺囑繼承法律，這些法律禁止同性伴侶在沒有遺囑的情況下繼承伴侶的遺產。法官周家明在「吳翰林訴律政司司長」一案中裁定該政策構成「非法歧視」。 2021年3月，李亦豪挑戰政府拒絕承認其為已故伴侶的未亡配偶。李的丈夫吳翰林於2020年12月初去世，但由於香港法律不承認他們的關係，李在未獲得伴侶母親授權的情況下無法以近親身份處理行政安排。李被阻止申請豁免對配偶遺體進行驗屍，無法參加配偶的葬禮，並被要求將已故配偶的所有相關文件及個人物品歸還其家人。「喪偶無疑是人生最艱難的時刻之一。許多同性未亡人不僅失去了摯愛，還失去了家園或為至親處理身後安排的機會，只因現行法律未能保障如申請人般的LGBT+群體。有鑑於此，申請人提出本次司法覆核，以延續丈夫追求香港LGBT+平等的遺志」，案件聲明如此寫道。 2021年10月，在政府官員確認會平等對待同性與異性未亡配偶處理伴侶身後安排後，李撤回了訴訟。
2024年11月26日終審法院終極判決裁定政府敗訴，同性伴侶一方終極勝訴，判詞明言公共房屋政策及遺產法例排除同性伴侶屬違憲。 而已經身故的吳翰林則被視為爭取同性戀平權的領袖人物，其案件亦成為平權運動的里程碑。

#### 2020年：首宗海外同性婚姻違憲爭取
2020年，岑子杰提出司法覆核，要求高等法院裁定香港法律不承認海外同性婚姻違憲，為首宗直接爭取認可海外同性婚姻的案件。高等法院裁定岑子杰敗訴。該案法官周家明指基本法沒有保障同性伴侶結婚的權利，因此承認海外同性婚姻欠缺必要合法性，並重申不會將香港婚姻定義擴闊至同性伴侶。
及後，岑子杰上訴至終審法院。2023年9月5日終審法院裁定岑子杰上訴部分得直，終院宣告，政府並未履行其積極義務，確立替代途徑讓同性婚姻獲法律承認，亦沒有給予適當權利，屬違反《人權法案》賦予的權利。
2025年7月，政府建議立法承認海外締結的同性婚姻或民事結合關係。
2025年7月16日，立法會對《同性伴侶關係登記條例草案》進行了首讀及二讀。然而提出草案的香港政府表示，不会将同性婚姻合法化。
倡议团体香港婚姻平权协会批评，该方案远未能为所有伴侣与家庭提供应有的、全面而平等的承认与保障。

## 延伸閱讀
- 同志平權終極勝訴的征途　司法覆核政府全敗　10月前須立替代框架
- 【圖片故事】從婚禮到追思會　吳翰林李亦豪同志平權路的七年紀錄
- 走進LGBT婚禮前，一對香港女同志歷經離婚與飄泊建立了真正的家
- 專訪同志平權案主李亦豪：喪夫後，我要捍衛「我們是家人」的事實